# Cultura Madrasiana
El madrasià és una cultura arqueològica del Paleolític inferior, que es va desenvolupar a l'Índia fa aproximadament 1'5 milions d'anys. Pertany a la indústria acheuliana.
Aquesta cultura es caracteritza per la presència de destrals de mà bifacials i fenedors treballats, tot i que també inclou eines laminars, micròlits i altres eines per a tallar. El material utilitzat majoritàriament per a la fabricació d'aquestes eines és la quarsita.
El nom d'aquesta cultura prehistòrica es deu als descobriments realitzats per l'arqueòleg i geòleg britànic Robert Bruce Foote el 1863 a Attirampakkam, prop de la ciutat de Madràs (avui coneguda com a Chennai). Les eines més antigues d'Attirampakkam s'han datat en 1,5 milions d'anys mitjançant la datació per exposició a la superfície.